# Catasto napoleonico

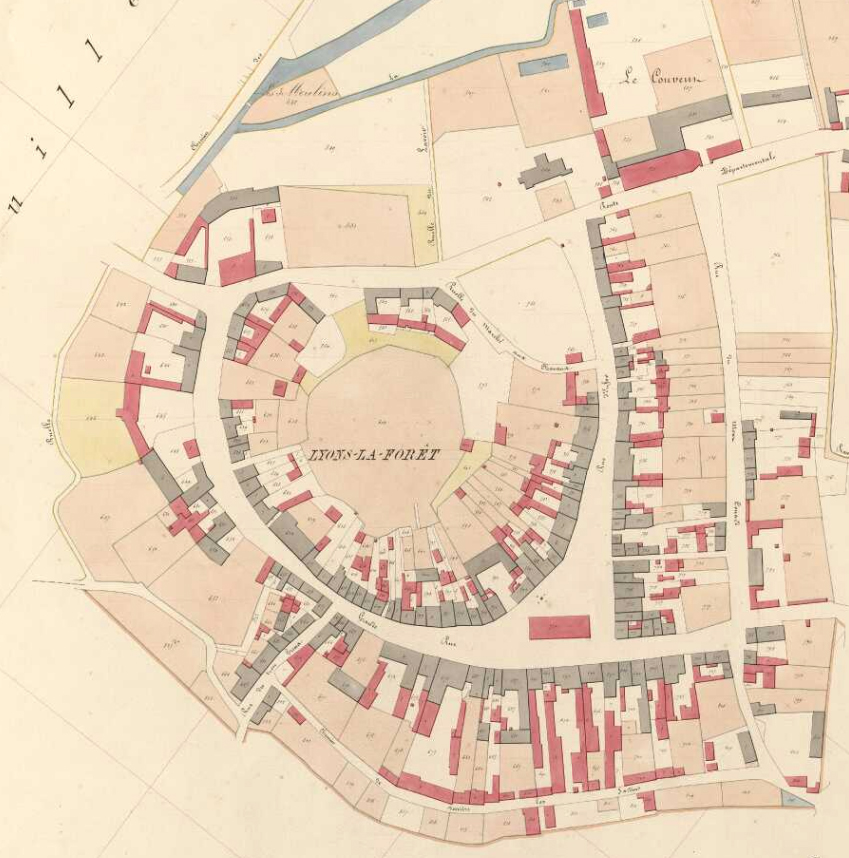
Estratto del catasto napoleonico del 1848 che mostra il centro di Lyons-la-Forêt e la presenza nella rete viaria del castello, oggi scomparsa.

Il catasto napoleonico o piano catastale del 1812 è un catasto unico e centralizzato, istituito in Francia con la legge del 15 settembre 1807, basato sul cadastre-type definito il 2 novembre 1802.
Esso riunisce in una mappa omogenea un centinaio di milioni di parcelle territoriali, è il primo strumento legale e fiscale per tassare equamente i cittadini sui contributi fondiari. 
Seguendo piante territoriali molto eterogenee nella loro presentazione e anche nelle loro unità di misura, il piano catastale venne stabilito usando metodi di agrimensura. Venne rivisto dalla legge del 16 aprile 1930.